# 1965年马来西亚
| 马来西亚历史 / 马来西亚历史年表 |
| 世紀： 19世纪马来亚 / 20世纪马来亚 · 20世纪马来西亚 / 21世纪马来西亚                                                                                      |
| 年代： 1930年代马来亚 / 1940年代马来亚 / 1950年代马来亚 / 1960年代马来亚 · 1960年代马来西亚 / 1970年代马来西亚 / 1980年代马来西亚 / 1990年代马来西亚      |
| 年份： 1961年马来亚 / 1962年马来亚 / 1963年马来西亚 / 1964年马来西亚 / 1965年马来西亚 / 1966年马来西亚 / 1967年马来西亚 / 1968年马来西亚 / 1969年马来西亚 |
| 紀年： 乙巳年（蛇年）、马来西亚成立2周年 |

本條目列出了馬來西亞在1965年所發生的大小事件，並列出了當時馬來西亞政府行政大臣和各州屬的統治者，及當年馬來西亞重要人物的出生和死亡。在這一年的8月9日，新加坡被馬來西亞逐出聯邦。

新加坡国旗

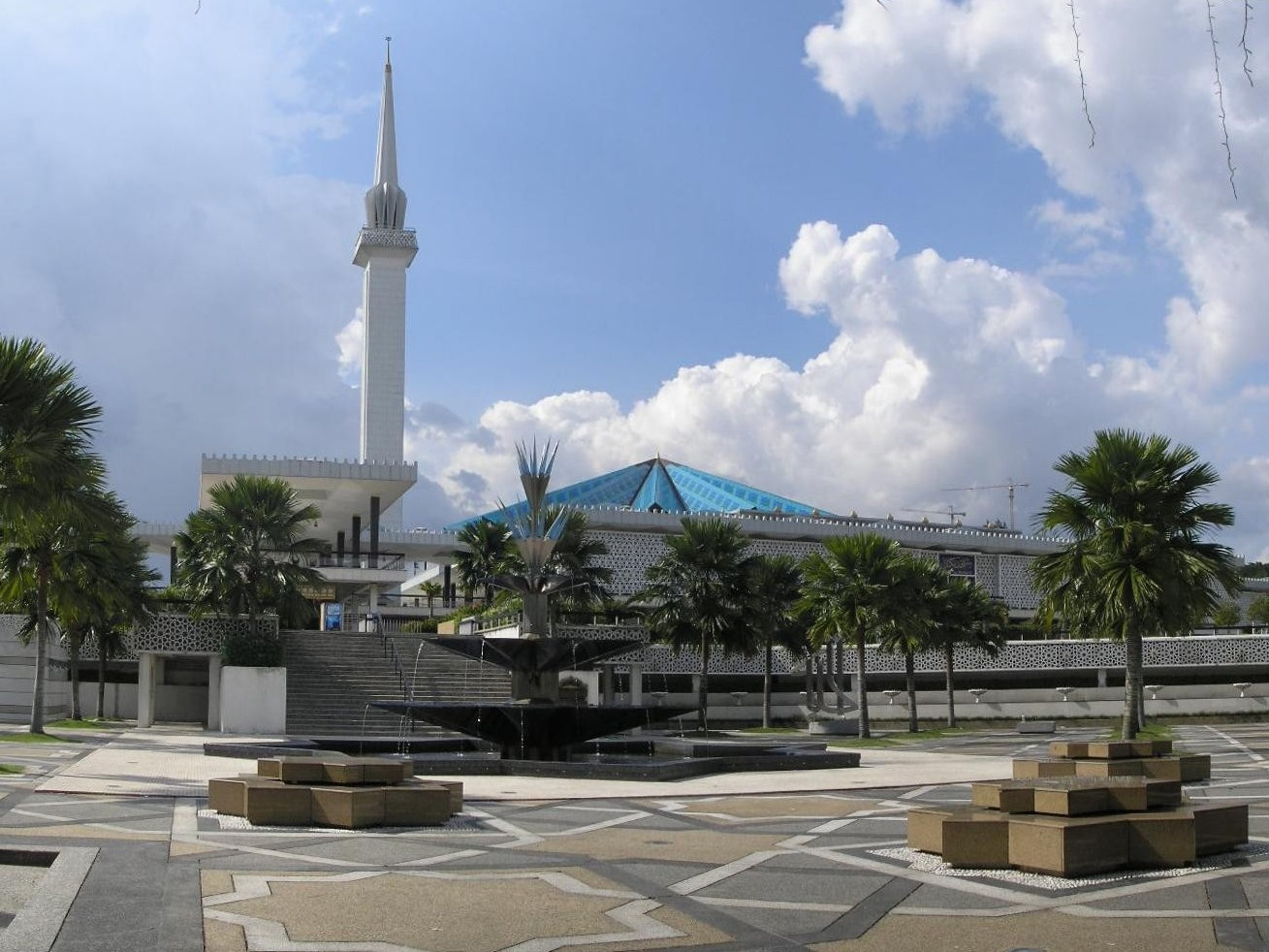
国家回教堂，东亚最大的清真寺之一

## 時任統治者

### 联邦政府
- 最高元首：
  - 玻璃市州端姑赛布特拉（至9月20日）
  - 登嘉楼州端姑依斯迈·纳西鲁丁沙（9月21日起）
- 最高元首后：
  - 玻璃市州东姑布德里亚（至9月20日）
  - 登嘉楼州东姑英丹扎哈拉 （9月21日起）
- 首相：东姑阿都拉曼
- 副首相：敦阿都拉萨
- 首席大法官：詹姆斯·B·汤姆森

### 州政府
- 柔佛蘇丹: 蘇丹依斯邁
- 吉打蘇丹: 蘇丹端姑阿都哈林 (副最高元首)
- 吉蘭丹蘇丹: 端姑雅亚·柏特拉
- 玻璃市拉惹: 端姑賽西拉祖丁 (攝政至9月21日)
- 霹靂蘇丹: 苏丹伊德里斯二世
- 彭亨蘇丹: 苏丹阿布巴卡
- 雪蘭莪蘇丹: 蘇丹沙拉胡丁·阿都阿茲沙
- 登嘉樓蘇丹: 苏丹马哈茂德·穆克塔菲·比拉·沙阿 (攝政王)
- 森美蘭最高統治者: 端姑慕纳威
- 檳城州元首: 拉惹烏達·穆罕默德
- 馬六甲州元首: 敦阿卜杜勒-馬烈·尤索夫
- 砂拉越州元首: 阿邦哈芝奧本
- 沙巴州元首:
  - 敦穆斯塔法哈倫
  - 敦阿末·拉菲益
- 新加坡州元首: 尤索夫·伊萨 (直至8月9日)

## 事件
- 1月 – 吉隆坡国际学校（ISKL）建校。
- 5月17日 – 国际电信联盟成立一百周年。
- 5月29日 – 一名為Pusok Anak Ngaik的男子在沙巴山打根附近的Bukit Merah 村進行殺戮，造成14死4傷。
- 6月22日 – 中央电力局 (Central Electricity Board；CEB) 更名为國家電力局（National Electricity Board；LLN)，即現在的國家能源公司（TNB） 。
- 8月 – 京那峇鲁立交橋正式启用，是马来西亚自独立后修建的第一座立交桥。
- 8月7日 – 首相东姑阿都拉曼建议将新加坡逐出马来西亚。
- 8月8日 – 哥打士打南区国会议员马哈迪·莫哈末在国会批评联邦宪法，称第153条文给马来人带来耻辱[1]。
- 8月9日 – 新加坡正式被逐出马来西亚。
- 8月27日 – 国家回教堂正式启用。
- 8月30日 – 梳邦机场正式启用。
- 8月31日 – 馬來西亞獨立8周年。
- 9月9日 – 马来西亚邮票系列開始發行馬來西亞國鳥郵票。
- 9月21日 – 登嘉楼蘇丹端姑依斯迈·纳西鲁丁沙上任第四任最高元首
- 12月14日至21日 – 1965年东南亚半岛运动会在吉隆坡舉辦。

## 出生
- 6月18日 – 哈尼·穆赫辛：明星，电视节目马来西亚版《财富之轮》主持人
- 8月6日 – 拿督斯里莫哈末基爾多約博士：雪兰莪州务大臣（2000–2008）